# Žitence
Žitence – wieś w Słowenii, w gminie Sveti Jurij v Slovenskih goricah. W 2018 roku liczyła 245 mieszkańców.